# Darcy Fontoura de Almeida
Darcy Fontoura de Almeida (Rio de Janeiro, 19 de julho de 1930 – 6 de março de 2014) foi um médico, pesquisador e professor universitário brasileiro. 
Comendador e grande oficial da Ordem Nacional do Mérito Científico, membro titular da Academia Brasileira de Ciências, Darcy era professor emérito da Universidade Federal do Rio de Janeiro (UFRJ) e presidente de honra da Sociedade Brasileira para o Progresso da Ciência (SBPC).

## Biografia
Darcy nasceu na capital fluminense, em 1930, filho de imigrantes portugueses. Na escola, Darcy adorava química e gostava de trabalhar em laboratório, pensando em buscar graduação na área. Na época, entretanto, só havia cursos de química industrial. Isso o levou para a medicina, que tinha áreas bem mais amplas, inclusive química. Em 1949, ingressou no curso de medicina da Universidade do Brasil, a atual Universidade Federal do Rio de Janeiro. Em seu segundo ano de curso, começou o estágio de iniciação científica no Instituto de Biofísica Carlos Chagas Filho (IB), sob a orientação de José Moura Gonçalves, um dos precursores da bioquímica no Brasil, e de Antônio Couceiro, da área de Histo e Citoquímica.
Como pesquisador do Instituto de Biofísica, chegou a Pesquisador Associado do CNPq (1957), livre-docente (1965), Professor Adjunto (1970), Professor Titular (1984) e Professor Emérito (2001). Fez diversos estágios de pós-graduação fora do país, como no Hospital Hammersmith, em Londres e no Instituto Superior de Saúde, em Roma.
Junto de João Lúcio de Azevedo e Sérgio Olavo Pinto da Costa, foi um dos precursores da genética de microrganismos no país. Em 1970 criou o laboratório de Fisiologia Celular no Instituto de Biofísica, para estudo do controle genético de funções celulares em bactérias. Identificou os genes ftsH (hoje AAA) e dinM em bactérias E. coli, e participou do projeto de vacinas orais contra E. coli enterotoxigênica.
Foi bastante ativo na divulgação científica, sendo co-fundador das revistas Ciência Hoje (CH) (1982) e CH das Crianças, do Informe CH (1986), e do Jornal da Ciência. A partir de 2001 passou a pesquisa a história contemporânea da ciência brasileira como professor visitante da Fiocruz. Em 1988, ao perceber o alto poder computacional para estudos em bioinformática, deu início ao processo que levou à fundação do Laboratório de Bioinformática (LABINFO) no Laboratório Nacional de Computação Científica.
Darcy se aposentou da UFRJ em 1998, mas continuou trabalhando na pós-graduação e trabalhando com história da ciência, principalmente com a biografia de Carlos Chagas Filho (1910-2000), seu mentor e amigo na instituição.

## Morte
Darcy morreu na madrugada de 6 de março de 2014, no Rio de Janeiro, aos 83 anos, devido a uma pneumonia. A cerimônia de cremação ocorreu dois dias depois, no Cemitério do Caju.